# 12 let v řetězech
12 let v řetězech (v anglickém originále 12 Years a Slave) je britsko-americký dramatický a historický film režiséra Steva McQueena z roku 2013. Film je adaptací stejnojmenného románu od Solomona Northupa z roku 1853 a vypráví o černochovi narozenému v New Yorku, který byl unesen ve Washingtonu D.C. v roce 1841 a prodán do otroctví. Dvanáct let pracoval na plantážích ve státě Louisiana, než byl vysvobozen.
Jedná se o třetí film od Steva McQueena, kde scénář napsal John Ridley. V hlavních rolích se objevili Chiwetel Ejiofor, Michael Fassbender, Benedict Cumberbatch, Paul Dano, Paul Giamatti, Lupita Nyong'o, Sarah Paulsonová, Brad Pitt a Alfre Woodardová. Hlavní natáčení proběhlo v New Orleans v Louisianě od 27. června do 13. srpna 2012 a rozpočet filmu byl 20 milionů dolarů.
Film získal úspěch u kritiků a několika médii byl nazván nejlepším filmem roku. V následujícím roce film získal Zlatý glóbus za nejlepší film (drama) a devět nominací na Oscara včetně kategorií nejlepší film, nejlepší režie (Steve McQueen), nejlepší herec v hlavní roli (Chiwetel Ejiofor), nejlepší herec ve vedlejší roli (Michael Fassbender) a nejlepší herečka ve vedlejší roli (Lupita Nyong'o). Nakonec film proměnil tři nominace, a to pro nejlepší film, herečku ve vedlejší roli a nejlepší scénář. Na předávání cen BAFTA získal snímek ocenění za nejlepší celovečerní film a nejlepšího herce pro Ejiofora.

## Obsazení
| Chiwetel Ejiofor     | Solomon Northup          |
| Michael Fassbender   | Edwin Epps               |
| Lupita Nyong'o       | Patsey                   |
| Sarah Paulsonová     | Mary Epps                |
| Benedict Cumberbatch | William Ford             |
| Brad Pitt            | Samuel Bass              |
| Paul Dano            | John Tibeats             |
| Adepero Oduye        | Eliza                    |
| Paul Giamatti        | Theophilus Freeman       |
| Garret Dillahunt     | Armsby                   |
| Scoot McNairy        | Brown                    |
| Taran Killam         | Hamilton                 |
| Chris Chalk          | Clemens Ray              |
| Michael K. Williams  | Robert                   |
| Kelsey Scott         | Anne Northup             |
| Alfre Woodardová     | Harriet Shaw             |
| Quvenzhané Wallis    | Margaret Northup         |
| Devyn A. Tyler       | dospělá Margaret Northup |
| Cameron Zeigler      | Alonzo Northup           |
| Rob Steinberg        | Parker                   |
| Jay Huguley          | Šerif Villiere           |
| Christopher Berry    | James Burch              |
| Bryan Batt           | soudce Turner            |
| Bill Camp            | Radburn                  |
| Dwight Henry         | Strýc Abram              |
| Ruth Negga           | Celeste                  |

## Přijetí
Film vydělal 187,7 milionů dolarů v Severní Americe a 56,7 milionů dolarů v ostatních oblastech. Rozpočet filmu činil 22 milionů dolarů. V Severní Americe byl oficiálně uveden do 19 kin, kdy za první víkend vydělal 923 715 dolarů, následující víkend se film promítal ve 123 kinech a vydělal 2,1 milionů dolarů, třetí víkend přinesl z 410 lokací 4,6 milionů dolarů.
Film získal pozitivní kritiku. Na recenzní stránce Rotten Tomatoes získal z 304 započtených recenzí 96 procent s průměrným ratingem 9 bodů z deseti. Na serveru Metacritic snímek získal z 56 recenzí 96 bodů ze sta. Na Česko-Slovenské filmové databázi snímek získal 79%.